# Submentum
Das Submentum (lat. mentum = „Kinn“) ist der unterste Teil des basalen, zusammengewachsenen Abschnitts der Unterlippe (Labium) der Insekten und damit ein Teil der Mundwerkzeuge. Es geht in das Mentum über und kann wie alle anderen Bestandteile der Mundwerkzeuge art- und gruppenabhängig sehr unterschiedlich ausgebildet sein.

## Belege
1. ↑  
Mentum. In: Lexikon der Biologie. Spektrum Akademischer Verlag, Heidelberg 2003, ISBN 3-8274-0354-5.
2. ↑  
Gerhard Seifert: Entomologisches Praktikum. Georg Thieme Verlag, Stuttgart 1975, ISBN 3-13-455002-4, S. 267.